# كاريوكولوم بيتروفايلا
كاريوكولوم بيتروفايلا (بالإنجليزية: Caryocolum petrophila) هو نوع من العثث يتبع جنس كاريوكولوم من فصيلة عثث الجيلايكيد. يوجد هذا النوع في عدة بلدان أوروبية وآسيوية، منها فرنسا، إيطاليا، النمسا، سويسرا، التشيك، سلوفاكيا، هنغاريا، رومانيا، اليونان، أوكرانيا، وتركيا.

## الوصف
يبلغ طول الأجنحة الأمامية حوالي 5–6 ملم لدى الذكور و4.5–5.5 ملم لدى الإناث. الأجنحة الأمامية لونها بني مخضر مع بقع بيضاء، بينما الأجنحة الخلفية لونها رمادي فاتح.

## دورة الحياة
تظهر الفراشات البالغة بين يونيو وأواخر أغسطس. تتغذى اليرقات على نباتات من جنس قرناء (نبات) وStellaria، بما في ذلك Cerastium arvense وStellaria graminea. تعيش اليرقات داخل أنفاق أو لفائف في الأوراق، وقد لوحظت من مايو حتى يونيو.